# 551
Cette page concerne l'année 551  du calendrier julien. Pour l'année 551 av. J.-C., voir 551 av. J.-C. Pour le nombre 551, voir 551 (nombre).
L'année 551 est une année commune qui commence un dimanche.

## Événements
- Printemps, guerre lazique : le général byzantin Bessas prend Petra dont il détruit les fortifications. Après son départ, le général perse Mihr-Mihroe reprend la majeure partie de la Lazique. Bessas fait demi-tour et le bat à Archaeopolis[1]
- 9 juillet : Séisme de 551 à Beyrouth en Phénicie[2]. Beyrouth est presque totalement détruite.
- Juillet : Apollinaire devient patriarche melkite d’Alexandrie[3]. À partir de 552, il rétablit le catholicisme en Égypte par une répression sanglante et avec l'aide de l'armée impériale[4]. La résistance copte reste cependant forte.
- 14 août : le pape Vigile formule une sentence d'excommunication contre l'archevêque de Césarée, le patriarche Mennas et leurs adhérents, qui ont approuvé le décret de Justinien condamnant les Trois Chapitres[2].
- Été, guerre des Goths : la flotte de Totila, qui menace Ancône, est détruite par les Byzantins dans l'Adriatique, à la bataille de Sena Gallica. Après sa défaite, Totila décide d'occuper la Corse et la Sardaigne[5].
- Automne : les Sklavènes attaquent de nouveau l'Illyricum ;  au retour ils sont aidés par les Gépides pour traverser le Danube[6].
- 23 décembre : le pape Vigile s'enfuit de Constantinople, où il est retenu par Justinien, et se réfugie à Chalcédoine[2].

- En Corée, le Silla et le Paekche attaquent conjointement le Koguryo et se partagent le territoire de la vallée du Han ; en 553, le Silla se retourne contre son allié et domine toute la région. Le roi Sŏng du Koguryo réagit, mais il et battu et tué à la bataille de Kwansan en 554[7].
- Révolte d'Athanagild à Séville contre le roi des Wisigoths Agila Ier. Il fait appel à Justinien qui envoie une flotte en provenance de Sicile[8].
- En Grèce, un tremblement de terre provoque la ruine définitive du sanctuaire de Zeus à Olympie[9].

## Naissances en 551
- Austrégésile, évêque de Bourges.

## Décès en 551
- Aurélien, évêque d'Arles.
- Gal, évêque d'Auvergne.